# Auchenisa nigrimacula
Auchenisa nigrimacula är en fjärilsart som beskrevs av Elliot C.G. Pinhey 1968. Auchenisa nigrimacula ingår i släktet Auchenisa och familjen nattflyn. Inga underarter finns listade i Catalogue of Life.